# Holly Springs (Missisipi)
Holly Springs – miasto w Stanach Zjednoczonych, w stanie Missisipi, siedziba administracyjna hrabstwa Marshall.